# Paul Götz
| Odkryte planetoidy: 20 | Odkryte planetoidy: 20 |
| ---------------------- | ---------------------- |
| (520) Franziska        | 27 października 1903   |
| (538) Friederike       | 18 lipca 1904          |
| (542) Susanna          | 15 sierpnia 1904       |
| (543) Charlotte        | 11 września 1904       |
| (544) Jetta            | 11 września 1904       |
| (545) Messalina        | 3 października 1904    |
| (546) Herodias         | 10 października 1904   |
| (547) Praxedis         | 14 października 1904   |
| (548) Kressida         | 14 października 1904   |
| (554) Peraga           | 8 stycznia 1905        |
| (556) Phyllis          | 8 stycznia 1905        |
| (563) Suleika          | 6 kwietnia 1905        |
| (564) Dudu             | 9 maja 1905            |
| (566) Stereoskopia     | 28 maja 1905           |
| (567) Eleutheria       | 28 maja 1905           |
| (568) Cheruskia        | 26 lipca 1905          |
| (571) Dulcinea         | 4 września 1905        |
| (572) Rebekka          | 19 września 1905       |
| (576) Emanuela         | 22 września 1905       |
| (1418) Fayeta          | 22 września 1903       |
| 1. 2.                  |                        |

Paul Götz (ur. 1883, zm. 1962) – niemiecki astronom.
W latach 1903–1905 był pierwszym asystentem Maxa Wolfa w obserwatorium Landessternwarte Heidelberg-Königstuhl. W 1907 obronił pracę doktorską dotyczącą badań mgławicy Andromedy na Uniwersytecie w Heidelbergu. Był odkrywcą 20 planetoid, z czego 18 odkrył samodzielnie, a dwie wspólnie z innymi astronomami.
Planetoida (2278) Götz została nazwana jego imieniem.